# Octansäureethylester
Octansäureethylester ist eine chemische Verbindung aus der Gruppe der Carbonsäureester.

## Vorkommen
Die Verbindung wurde in Wald-Erdbeeren, Äpfeln, Aprikosen, Orangensaft, Grapefruitsaft, Guaven, Ananas, Cheddarkäse und anderen Käsesorten, Butter, Bier, Cognac, Rum, Whiskey, Apfelwein, Wein (zum Beispiel Riesling), Kakao, Kokosfleisch, Passionsfrucht, Mangos, Papaya und Mastixgummi-Blattöl nachgewiesen.

## Gewinnung und Darstellung
Octansäureethylester kann durch Veresterung von Caprylsäure mit Ethylalkohol und Schwefelsäure oder p-Toluolsulfonsäure als Katalysator.

## Eigenschaften
Octansäureethylester ist eine brennbare, schwer entzündbare, farblose Flüssigkeit mit charakteristischem Geruch, die praktisch unlöslich in Wasser ist.

## Verwendung
Octansäureethylester wird als Aromastoff verwendet. Die Verbindung ist auch ein geeignete Reagenz, die als Standard für die Messung von geschmacksaktiven Verbindungen durch Gaschromatographie verwendet wird.

## Sicherheitshinweise
Die Dämpfe von Octansäureethylester können mit Luft ein explosionsfähiges Gemisch (Flammpunkt 79 °C, Zündtemperatur 325 °C) bilden.